# 大川陸運
大川陸運株式会社（おおかわりくうん）は、長崎県平戸市に本社を置く企業である。
トラック、ダンプ等の運送事業、貸切バス運送事業を行っている。
なお、バス事業においては、「平戸観光バス」のブランドで事業展開を行っている。

## 沿革
- 1983年2月7日 - 設立。
- 2002年4月 - 平戸ふれあいバスの受託運行開始。
- 2013年3月 - 平戸ふれあいバスの受託運行終了。
- 2015年8月 - 平戸ふれあいバスの受託運行開始。

## 陸運業
- 社団法人長崎県トラック協会の会員である（2009年時点）。[1]
- 長崎県バス協会　会員

## バス事業

### 乗合バス
2002年4月から2013年3月まで平戸市のコミュニティバスである平戸ふれあいバスの中部地区を運行していた。2015年より再び、平戸ふれあいバスを運行開始（但し道路運送法第78・79条による自家用自動車の有償運行のため、運転業務のみ）。

### 貸切バス
観光、送迎などの貸切バス業務を、平戸市近辺を中心に展開している。

## 旅行業
- 第3種旅行業の業務を行っている。